# Liste der Autobahnen in Kroatien

Autobahnnetz (Stand: Ende 2009)

Diese Liste der Autobahnen in Kroatien gibt einen Überblick über das Autobahnnetz in Kroatien. Es ist eines der am schnellsten expandierenden in Europa. Die derzeitige Gesamtlänge aller Autobahnen (kroatisch: Autoceste; singular Autocesta) beträgt 1428 km. Zusätzlich befinden sich 40,8 Autobahnkilometer im Bau. Das geplante Autobahnnetz soll 1845,4 km lang werden.
Als Netzbetreiber fungieren die staatlichen Betreibergesellschaften Hrvatske autoceste (HAC) und Autocesta Rijeka-Zagreb (ARZ), sowie zwei private Gesellschaften: Autocesta Zagreb-Macelj (AZM) und Bina-Istra. 2012 kündigte die kroatische Regierung an, die beiden staatlichen Betreiber mittels Konzessionsvergabe privatisieren zu wollen. Bis auf wenige Ausnahmen werden Gebühren erhoben, darüber hinaus auch für die Krk-Brücke.
Bis auf zwei Tunnel auf der Autobahn A2 sind sämtliche Autobahntunnel in Kroatien mit zwei Röhren ausgestattet.

## Derzeitige Autobahnen

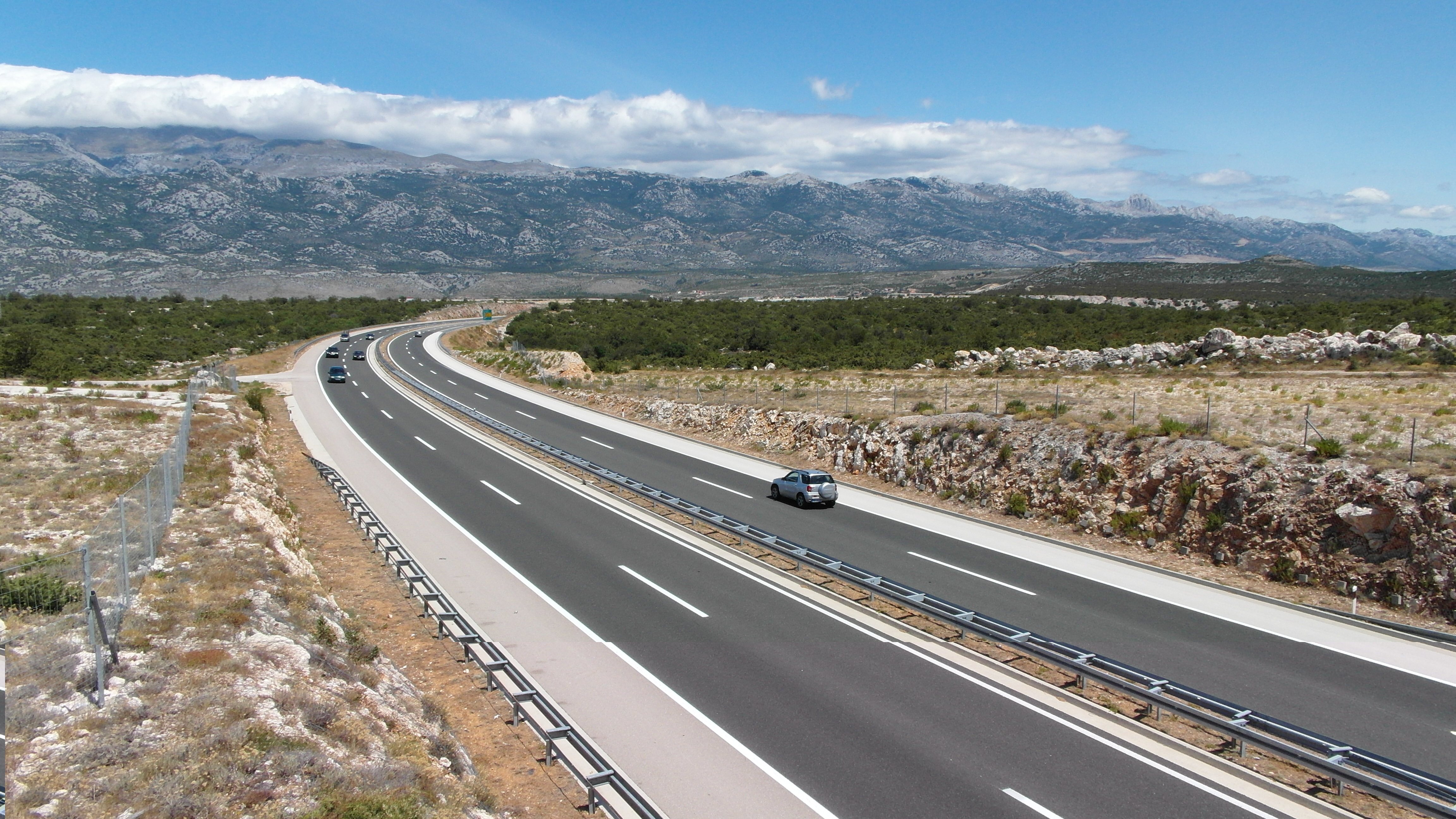
Die A1 in der Nähe der Abfahrt Maslenica

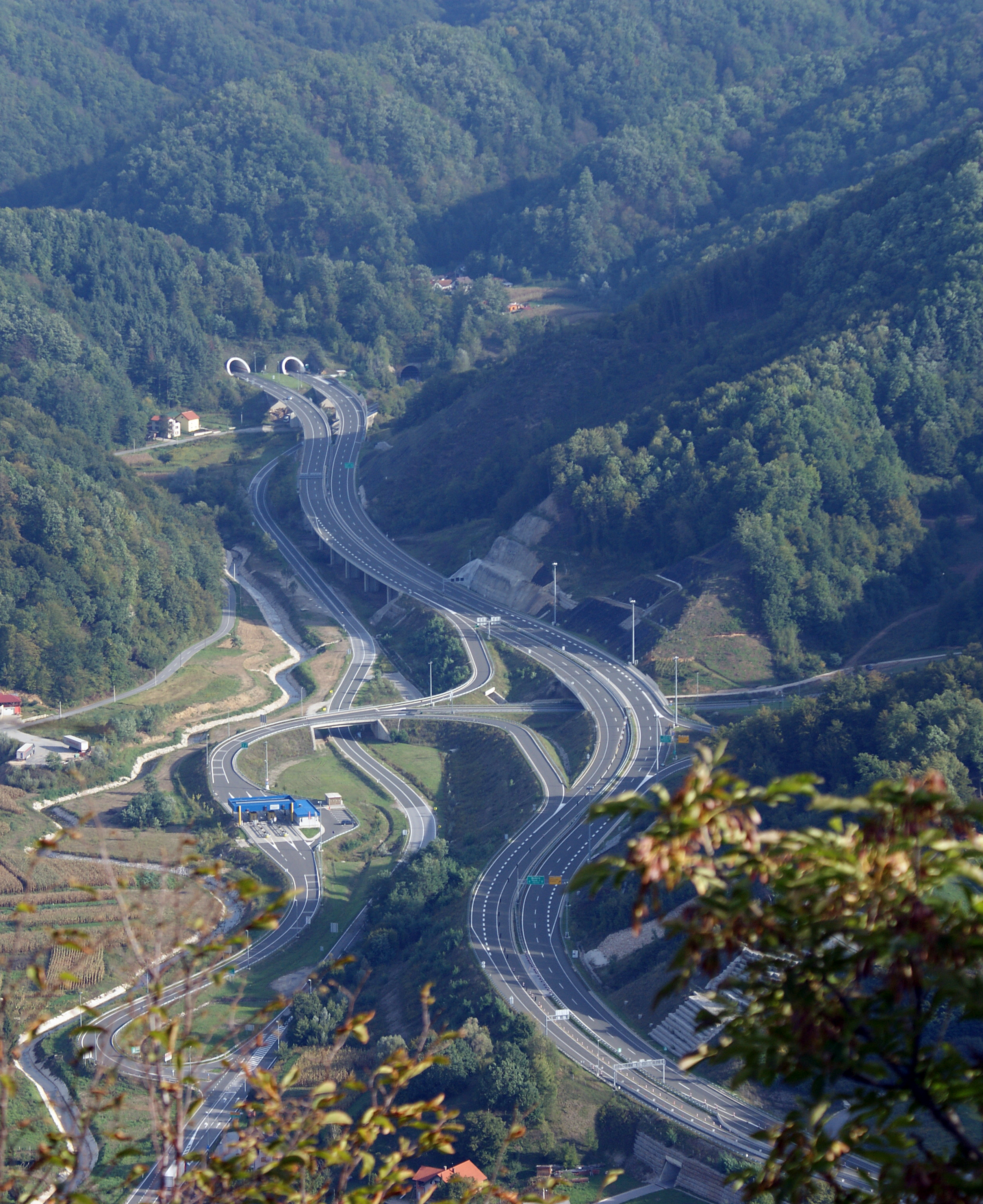
Die A2 bei Đurmanec

| Nr.       | Europastraßen             | Bezeichnung                  | Von (Nord bzw. West)            | Via                                                                                         | Bis (Süd bzw. Ost)                     | Gesamt- länge | In Betrieb   | In Bau    |
| --------- | ------------------------- | ---------------------------- | ------------------------------- | ------------------------------------------------------------------------------------------- | -------------------------------------- | ------------- | ------------ | --------- |
| A1        | E65 · E71                 | Dalmatinska autocesta        | Zagreb                          | Karlovac – Ogulin – Otočac – Gospić – Zadar – Benkovac – Šibenik – Split – Ploče – Metković | Metković (aktuell) Geplant: Dubrovnik  | 0569,3 km     | 0480,7 km    | 000,0 km  |
| A2        | E59                       | Zagorska autocesta           | Macelj / SI                     | Krapina –Zabok – Zaprešić                                                                   | Zagreb                                 | 0061,0 km     | 0061,0 km    |           |
| A3        | E65 · E70 · E71           | Posavska autocesta           | Bregana / SI                    | Sveta Nedelja – Zagreb – Kutina – Novska – Nova Gradiška – Slavonski Brod – Županja         | Lipovac / RS                           | 0306,4 km     | 0306,4 km    |           |
| A4        | E65 · E71                 | Varaždinska autocesta        | Goričan / HU                    | Čakovec – Varaždin                                                                          | Zagreb                                 | 0097,6 km     | 0097,6 km    |           |
| A5        | E73                       | Slavonska autocesta          | Branjin Vrh / HU                | Beli Manastir – Osijek – Đakovo                                                             | Svilaj / BA                            | 0088,6 km     | 0082,7 km    | 05,9 km   |
| A6        | E65                       | Primorsko–goranska autocesta | Bosiljevo                       | Vrbovsko – Delnice – Rijeka                                                                 | Matulji                                | 0096,5 km     | 0081,2 km    | 000,0 km  |
| A7        | E61 · E65                 | Kvarnerska autocesta         | Rupa / SI                       | Matulji – Rijeka (aktuell) Geplant: Crikvenica                                              | Križišće (aktuell) Geplant: Žuta Lokva | 0103,5 km     | 0045,0 km    | 006,5 km  |
| A8        | E751                      | Istarski ipsilon             | Kanfanar                        | Pazin – Opatija                                                                             | Matulji                                | 0065,0 km     | 0053,5 km    | 0011,5 km |
| A9        | E751                      | Istarski ipsilon             | Kaštel / SI                     | Umag – Poreč                                                                                | Pula                                   | 0078,4 km     | 0078,4 km    |           |
| A10       | E73                       | Neretvanska autocesta        | Metković / BA                   |                                                                                             | Metković                               | 0004,6 km     | 0004,6 km    |           |
| A11       |                           | Sisačka autocesta            | Zagreb                          | Velika Gorica – Sisak                                                                       | Sisak (aktuell) Geplant: Mošćenica     | 0047,5 km     | 00040,8 km   |           |
| A12 · D10 |                           | Podravski ipsilon            | Sveta Helena                    | Vrbovec (aktuell) Geplant: Križevci – Koprivnica                                            | Gradec (aktuell) Geplant: Gola / HU    | 0086,0 km     | 00036,5 km   | 00,0 km   |
| A13 · D12 |                           | Podravski ipsilon            | Vrbovec                         | Kapela – Bjelovar – Virovitica                                                              | Terezino Polje / HU                    | 0086,0 km     | 00010,6 km   | 0016,9 km |
| A Z       |                           | Zaobilaznica Zagreba         | Zaprešić                        | Lučko – Ivanja Reka – Sesvete                                                               | Sveta Helena                           | 0(49,0 km)    | 000(49,0 km) | 0(0,0 km) |
| A Z       | Nova Zaobilaznica Zagreba | Pojatno                      | Horvati – Buševec – Ivanić Grad | Sveti Ivan Zelina                                                                           | 0106,0 km                              | 0000,0 km     | 00,0 km      |           |
| Summe     | Summe                     | Summe                        | Summe                           | Summe                                                                                       | Summe                                  | 1.845,4 km    | 1.428,0 km   | 40,8 km   |

Stand: 23. Oktober 2024